# Saint-Yrieix-sur-Charente
 Saint-Yrieix-sur-Charente  là một xã ở tỉnh Charente phía tây nước Pháp. Xã này có diện tích 14,65 km², dân số năm 1999 là 7113 người. Khu vực này có độ cao 175 mét trên mực nước biển.